# Gerd Hermann Ortler
Gerd Hermann Ortler (* 1983 in Südtirol) ist ein italienischer Jazzmusiker (Saxophon), Dirigent und Komponist.

## Leben und Wirken
Ortler stammt aus einer musikalischen Familie; sein Großvater war Kapellmeister in Glurns und sein erster musikalischer Lehrer. Später erhielt er Unterricht durch Andreas Cappello im Fach Klavier und Hans Tutzer im Fach Saxophon. Er studierte Saxophon an der Konservatorium Wien Privatuniversität sowie Komposition und Arrangement an der Universität für Musik und darstellende Kunst Graz bei Ed Partyka. Zudem erhielt er Kompositionsunterricht von Bob Brookmeyer.
Ortler gründete das GHO Orchestra, das viele seiner genreübergreifenden Kompositionen aufführt und ebenso aus Musikern der europäischen Jazzszene wie aus Instrumentalisten klassischer Orchester besteht. 2011 erschien das Debüt-Album Hermannology, das er mit dem 23-köpfigen Ensemble einspielte. Im Wiener Porgy & Bess wurde Ortlers „Concerto für Altsaxophon und Kammerensemble“ mit Wolfgang Puschnig als Solist uraufgeführt. Ortler schrieb weiter Arrangements und Kompositionen für das Metropole Orchestra, die hr-Bigband und hr-Sinfonieorchester Frankfurt, das Wiener Posaunenensemble, Partyka Brass, Jazzwerkstatt Wien, Lucerne Jazz Orchestra oder Phil-Blech. Zudem komponierte er eine Hymne zum 30-jährigen Jubiläum des Südtirol Jazzfestival Alto Adige, die von Paolo Fresu, Hamilton de Holanda, Nils Wogram und Jim Black uraufgeführt wurde. 2014 hatte sein Werk „Stained Glass“, ein Concertino im Auftrag des Wiener Konzerthauses für Joshua Redman, Aaron Goldberg und das Wiener Kammerorchester, Premiere. Sein Stück Passion, das Matthias Schorn, Christoph Gigler und das radio.string.quartet in der Albertina aufführten, setzt sich mit der Bildwelt von Gottfried Helnwein auseinander. 2022 widmete sich ein von ihm komponiertes monumentales Werk dem Urknall. The Birth of the Universe.
2018 dirigierte Ortler beim Sketchbook Orchestra Werke von Leonhard Skorupa (Album Ungatz). Als Instrumentalist gehörte er auch zum Klaus Telfser Quartet (Promenade, 2009).
Zu einem Libretto von Franzobel schrieb er die Musik zu Wolf – Das Mystical über den heiligen Wolfgang. Die Uraufführung auf der Salzkammergut-Seebühne im Mai 2024 inszenierte Viktoria Schubert.
Ortler unterrichtet seit 2012 an der Universität für Musik und darstellende Kunst Wien. Er lehrt Komposition und Arrangement, Strukturanalyse, sowie Ensembleleitung.

## Preise und Auszeichnungen
Ortler wurde zweimal mit dem Student Music Award des Down Beat ausgezeichnet (2010 als „Winner“, 2012 für eine „Outstanding Performance“). Auch erhielt er ein Begabtenstipendium der Stadt Graz und das Staatsstipendium für Komposition (2011) vom österreichischen Bundesministerium für Unterricht, Kunst und Kultur. 